# Vitalisme
El vitalisme descriu certs corrents filosòfics i científics nascuts al segle xix. En resum, és la creença que els “organismes vius són fonamentalment diferents dels no-vius o inorgànics perquè contenen algun element no-físic o són governats per diferents principis que els objectes i animats”.
El seu vessant filosòfic, que també rep el nom de "filosofia de la vida", es caracteritza per ser un corrent refractari als ideals de l'idealisme i el positivisme, arribant fins a posicions irracionalistes. Sorgit als últims anys del segle xix, alguns dels pensadors més destacats d'aquest corrent són Friedrich Wilhelm Nietzsche, Wilhelm Dilthey i Henri Bergson. Ortega y Gasset també defensava el "raciovitalisme", de connotacions similars.
En ciència, aquesta visió, també anomenada "neovitalisme", va ser un corrent que entenia que els processos biològics són irreductibles a partir de processos fisicoquímics. Va ser representat per Johannes Reinke Jakob von Uexküll, Hans Driesch i pels biòlegs John Burdon Sanderson Haldane, Edward Stuart Russell i Ludwig von Bertalanffy.

## La fi del vitalisme científic
Friedrich Wöhler anorreà la premissa bàsica del vitalisme científic quan el 1828 va sintetitzar la urea des de components inorgànics amb la síntesi de Wöhler i escriví a Berzelius que “la bella hipòtesi del vitalisme havia estat substituïda per un fet lleig (un plat de cristalls d'urea)”.
Descobriments posteriors van continuar marginalitzant la necessitat d'una "força vital" que donés sentit als fenòmens químics. En concret, el químic i polític francès Marcellin Pierre Eugène Berthelot va sintetitzar molts compostos orgànics a partir de substàncies inorgàniques, desacreditant definitivament la teoria del vitalisme científic, que avui dia es considera més aviat protociència.